# Epístolas líricas
Epístolas líricas es un libro que recopila material inédito del poeta bohemio Armando Buscarini, en concreto contiene siete poemas escritos por este y dedicados al periodista Antonio de Lezama. La obra está prologada por el escritor Luis Alberto de Cuenca y cuenta con una coda biográfica sobre Lezama a cargo de la historiadora Penélope Ramírez.

## Contenido
Epístolas líricas reúne siete textos líricos hasta ahora inéditos que, en formato de poema, prosa poética o carta, Armando Buscarini dedicó en vida a Antonio de Lezama; además, el libro incluye dos cartas remitidas por el poeta al periodista durante la estancia en la cárcel de Lezama durante la dictadura de Miguel Primo de Rivera. Todo este material permanecía inédito hasta su publicación. En la introducción a la obra también pueden leerse extensa dedicatoria ofrecida a Lezama en el poemario Por el amor de Dios de Buscarini, el relato 'Las tres de la madrugada' -extraído de su obra Mis memorias- y la transcripción íntegra de una noticia publicada el 21 de julio de 1925 en el periódico La Libertad –del que Lezama fue redactor-jefe-, en la que da cuenta de un extenso «manifiesto» de Buscarini contra los hermanos Álvarez Quintero que concluye así:

...Los hermanos Quintero han socorrido repetidas veces a Buscarini con cantidades de 50 pesetas: pero siempre por la escalera de servicio —de flacos servicios—, como si se hubiese tratado del chico de la tienda. Los autores de Cancionera temen una competencia pecuniaria e ideológica.

## Curiosidades
- El poeta Armando Buscarini solía calificar al periodista Antonio de Lezama como su «ángel de la guarda». Lezama nació en la localidad alavesa de Laguardia, cercana a La Rioja, de donde era natural Buscarini.
- Este libro inauguró la colección 'La Imprenta de Armando' de la Editorial Buscarini, creada para difundir su obra y perpetuar su memoria.
- El libro se abre con una cita de Francisco Umbral sobre Armando Buscarini:

No tener noticia de Buscarini es no tener noticia de la erudición más minuciosa y gallofa de la Puerta del Sol.